# 覺羅紹昌
紹昌（1857年—？），滿洲正白旗人，爱新觉罗氏，字任庭。清朝覺羅，进士出身，清朝末年官員。

## 生平
光绪十五年（1889年）进士；同年五月，任内阁侍读。光绪二十七年（1901年），任外务部右参议，掌审议法令。光緒二十九年（1903年）升为外务部右丞，掌机密文移。光緒三十年（1904年）改任内阁学士，后历任刑部左侍郎、法部左丞、署法部尚书。宣统三年（1911年）慶親王内阁成立，任司法大臣。辛亥革命爆發後，摄政王載灃想起用袁世凯，绍昌阻谏而不被採納。袁世凯内阁成立後，绍昌曾任弼德院顾问大臣，參與組織宗社党。中華民國成立后去世。

## 家庭
- 父覺羅瑛彬，咸豐九年（1859年）己未科三甲進士。
- 胞叔覺羅瑛桂，同治二年（1863年）癸亥恩科进士。